# Іслам у Швейцарії
Іслам до Швейцарії здебільшого прибув через імміграцію з кінця 20 століття. У 1980 році частка мусульман у постійних жителях Швейцарії становила менше 1% від загальної кількості населення за тридцять років зросла в п’ять разів і станом на 2013 рік становила трохи більше 5%. Більшість із колишньої Югославії (за оцінками 56% станом на 2010 рік, більшість із них із Косово); додаткові 20% (оцінка 2010) з Туреччини. Це пов’язано з тим, що в 1960-х і 1970-х роках Швейцарія заохочувала молодих чоловіків з Югославії та Туреччини приїжджати як гастарбайтери. Спочатку ці молоді люди планували лише тимчасово залишитися в Швейцарії, однак переглянуті швейцарські імміграційні закони в 1970-х роках дозволили перегрупування сімей. Таким чином, ці чоловіки залишилися в Швейцарії, оскільки ці нові закони дозволили дружинам і дітям цих молодих чоловіків в’їхати в країну. З цього періоду більша частина мусульманської імміграції до Швейцарії походить від шукачів притулку, які прибувають переважно зі Східної Європи.
Переважна більшість мусульман у Швейцарії дотримуються сунітської гілки. Деякі відомі мусульмани Швейцарії включають Таріка Рамадана, Фрітьофа Шуона, Тітуса Буркхардта, Джердана Шакірі та Ізабель Еберхардт.

## Демографія
Найбільша концентрація мусульманського населення знаходиться на німецькомовному Швейцарському плато. Кантони з більш ніж 5% мусульманського населення: 
- 8,17% Базель-Штадт
- 7,72% Гларус
- 7,63% Золотурн
- 7,54% Санкт-Галлен
- 7,14% Ааргау
- 7,02% Шаффхаузен
- 6,51% Тургау
- 6,49% Цюрих
- 6,24% Женева
- 5,61% Базель-Ланд
- 5,22% Vaud

Женева є єдиним ненімецькомовним кантоном, де мусульманське населення (6,24%) трохи вище середнього (5,40%). Іншою примітною демографічною особливістю в порівнянні з іншими європейськими країнами є відносно рівномірний розподіл по території країни  . Жодна адміністративна одиниця не має більше 8,55% мусульманського населення, а жодне місто чи село не перевищує 16,8%. Найнижчий відсоток мусульман в кантоні становить 1,82% (італомовний Тічино).
88,3% мусульман у Швейцарії є іноземцями (56,4% з колишньої Югославії, переважно боснійці та албанці з Косово), 20,2% з Туреччини та 6% з Африки (3,4% з Північної Африки). 10 000 із 400 000 мусульман можуть бути наверненими.

## Історія
У 10 столітті араби зі своєї середземноморської бази Fraxinet оселилися у Вале на кілька десятиліть. Вони зайняли Великий перевал Сен-Бернар і навіть зуміли дійти до Санкт-Галлена на півночі та Раетії на сході.
Іслам практично був відсутній у Швейцарії до 20 століття. Він з'явився з початком значної імміграції до Європи, після Другої світової війни. Перша мечеть була побудована в Цюриху в 1963 році мусульманською громадою Ахмадія. Мусульманська присутність у 1950-1960-х роках була здебільшого пов’язана з присутністю міжнародних дипломатів і багатих саудівських туристів у Женеві.
Значна мусульманська імміграція почалася в 1970-х роках і різко прискорилася протягом 1980-1990-х років. У 1980 році в Швейцарії було 56 600 мусульман (0,9% від загального населення). Це співвідношення зросло в п’ять разів протягом наступних тридцяти років, зокрема через імміграцію з колишньої Югославії під час Югославської війни 1990-х років. Хоча мусульманська демографія все ще швидко зростає, темпи зростання знизилися після початку 1990-х років. Темп зростання відповідав коефіцієнту 2,7 протягом 1980-х років (10% на рік), коефіцієнту 2,0 протягом 1990-х років (7% річних) і коефіцієнту приблизно 1,6 протягом 2000-х років (5% річних).
Бурка була заборонена в кантоні Тічино після ініціативи громадян щодо проведення референдуму. 65% висловилися на користь заборони, яка була визнана конституційною, заборона набула чинності в липні 2016 року. Тим, хто порушує закон, загрожує штраф до 10 000 швейцарських франків. Одна з головних фігур, що стоїть за цією забороною паранджі, зараз намагається заборонити мусульманам молитися публічно.
У 2017 році імама було звинувачено в підбурюванні до насильства через проповідь для мусульман, які відмовилися молитися, щоб їх спалили живцем.
У 2018 році мусульманській парі було відмовлено в громадянстві, коли вони відмовилися відповідати на запитання членів комісії з натуралізації Лозанни, якщо їх задавали люди протилежної статі. Їхня поведінка була визнана неповагою до основного принципу швейцарської конституції — рівності чоловіків і жінок.
У вересні 2018 року в кантоні Санкт-Галлен 67% голосів «за» схвалили заборону на закривання обличчя покривалом. Центральна ісламська рада, яка неправдиво заявляє, що є найбільшою організацією ісламської громади в Швейцарії (члени якої становлять менше 1% від приблизно 400 000 мусульман у Швейцарії)  рекомендувала мусульманським жінкам продовжувати прикривати обличчя .

## Організації
Мусульманські організації Швейцарії почали формуватися у 1980-х роках. Парасолькова організація (GIOS, Gemeinschaft islamischer Organisationen der Schweiz) була створена в Цюриху в 1989 році. Численні організації були створені протягом 1990-х до 2000-х років, у тому числі:
- 1994 Організація Muslime und Musliminnen der Schweiz
- 1995 Vereinigung Islamischer Organisationen Zürich (VIOZ), Цюрих
- 1997 р. Базельська мусульманська комісія, Базель
- 2000 Координаційна ісламська організація Швеції (KIOS), Берн
- 2002 Vereinigung Islamischer Organisationen des Kantons Luzern (VIOKL), Люцерн
- 2003 Dachverband islamischer Gemeinden der Ostschweiz und des Fürstentums Liechtenstein
- 2006 Föderation Islamischer Dachorganisationen in der Schweiz (FIDS)
- 2009 Ісламська центральна рада Швейцарії (ICCS; нім. Islamischer Zentralrat Schweiz IZRS), Берн. IZRS є відносно незначною організацією (за оцінками, 960 членів у 2010 році), але має непропорційну присутність у ЗМІ через свою радикальну салафітську орієнтацію та через те, що непропорційна кількість її членів (за оцінками 10%) є вихідцями зі Швейцарії [19].

## Мечеті
За оцінками, у Швейцарії існує 260 мечетей і молитовних кімнат із підключеними послугами. Швейцарія займає друге місце за кількістю мечетей на мусульманського жителя, приблизно одна мечеть на кожні 4000 мусульман у Швейцарії.
Є дві швейцарські мечеті, які були побудовані ще до 1980 року та стрімкого зростання імміграції мусульман з Балкан і Туреччини протягом наступних десятиліть. Сьогодні по всій країні існує безліч мечетей і молитовних кімнат, переважно в міських частинах Швейцарського плато.
У 2007 році міська рада Берна відхилила плани будівництва одного з найбільших ісламських культурних центрів у Європі .
Чотири швейцарські мечеті мають мінарети, є мечеть у Цюриху, мечеть у Женеві, мечеть у Вінтертурі, мечеть у Ванген-бай-Ольтені. Остання була зведена у 2009 році після кількох років політичних та судових суперечок. На хвилі суперечки щодо мінарету Вангена в листопаді 2009 року 57,5% голосів було прийнято народну ініціативу про заборону будівництва нових мінаретів. Заборона не стосується чотирьох існуючих мінаретів. Незважаючи на те, що Швейцарська народна партія перемогла в опитуванні, кампанію потрясло наверненням в іслам Даніеля Штрайха, члена ради від партії. Штрайх залишив SPP в опозиції до їх кампанії проти нових мінаретів. Референдум також викликав занепокоєння в інших країнах, оскільки виникло враження, що швейцарський електорат дедалі більше зміщується вправо.

### Ставлення
В опитуванні 2018 року, проведеному Федеральним статистичним управлінням Швейцарії, 29% швейцарських респондентів заявили, що не довіряють ісламу, а 11% сказали, що не довіряють ісламським послідовникам . Для порівняння, у 2016 році 14% респондентів у Швейцарії заявили, що не довіряють послідовникам ісламу.